# بایرام‌حاجی‌لی (یورغیر)
بایرام‌حاجی‌لی (به ترکی استانبولی: Bayramhacılı) یک منطقهٔ مسکونی در ترکیه است که در یورغیر واقع شده‌است.